# Iglesia de San Millán (Irús)
La iglesia de San Millán es un edificio situado en la entidad de población española de Irús, en la provincia de Burgos.

## Descripción
El edificio se encuentra en la entidad de población española de Irús, del municipio de Valle de Mena, perteneciente a la provincia de Burgos, en la comunidad autónoma de Castilla y León. Se menciona como iglesia parroquial del lugar en el noveno volumen del Diccionario geográfico-estadístico-histórico de España y sus posesiones de Ultramar de Pascual Madoz, donde aparece descrita con las siguientes palabras:

una igl. parr. (San Millan) antiquísima muy capaz y construida de piedra sillar; y sirven el culto un cura beneficiado y un sacristan, el beneficio es de patronato laical.
(Madoz, 1847, p. 452)